# 家庭医学
『家庭医学』（かていいがく）は、文化放送をキー局に毎週日曜日に放送されていたミノファーゲン製薬提供の医学情報ラジオ番組である。

## 番組概要
毎回ある一つのテーマを設定し、私たちの日常生活で心がけなくてはいけない健康に関する専門知識について医学界をリードする専門の医師が週代わりで解説していた。
なお、AMステレオ放送が始まる以前はこの番組でアレルギー患者用錠剤薬「グリチロン」のコマーシャルソングが放送された。オープニングではこのCMソングのインストルメンタルがイントロとワンコーラス分使われた。本編が終わるとアナウンサーが、話を引き取った後グリチロン錠の効能を読み上げる形でCMに入り、終わると歌唱つきのCMソングが流れて終了していた。この曲は本編の収録時間によって途中で終わることもあれば、フルコーラスで流れることもあった（フルコーラスでも尺が余る場合は、間髪入れず再び最初から流れた）。なお大半の局では曲が終わるとその局のジングルが流れてからスポットCMに移っていた。また、1992年のAMステレオ放送の開始以降は「グリチロン」のコマーシャルソングに代わってオープニング・エンディングとも一般のクラシック音楽（曲名は不明）を流していた。
2007年3月25日に最終回を迎えた。財団法人日本文化放送協会（文化放送の前身）の本放送開始（1952年3月31日）の翌年（1953年）に始まり、54年間にわたって放送された長寿番組だった。

## 最終回時点でのネット局と放送時間
- 文化放送：5:45 - 6:00
- STVラジオ：6:00 - 6:15
- 東北放送：6:45 - 7:00
- 東海ラジオ：6:00 - 6:15
- 毎日放送：5:45 - 6:00
- RKB毎日放送：7:10 - 7:25
  - JRN単独ネット局だったが、編成上の理由から放送された。

※なお同じ15分間のミノファーゲン製薬提供番組「アレルギー談話室」が中国放送で流れていたが、関連は不明。

## 文化放送での放送時間の遍歴
- 文化放送では、番組開始の1953年 - 1967年4月2日までが日曜18時30分 - 18時45分→1967年4月9日 - 1969年4月6日までが日曜18時15分 - 18:30→1969年4月13日 - 1970年4月5日までが日曜9時 - 9時15分→1970年4月12日 - 1984年3月までが日曜6時35分 - 6時50分→1984年4月 - 9月が日曜6時40分 - 6時55分→1984年10月以降最終回まで日曜5時45分 - 6時の放送だった。
- 文化放送でのこの番組の後継番組は「みずほインベスターズ証券presents山田春木の耳からクスリ」である（番組のスタートは2007年5月5日放送開始当初は土曜5:05 - 5:20→10月以降土曜18:00 - 18:30→2008年4月以降は水曜21:30 - 22:00とこれまで2度放送時間が移動している。2008年10月以降休止中。※2008年10月ナイターオフに新枠「骨太・文化放送的カルチャープログラム」（2008年11月11日 - 火 - 木曜21:00 - 22:00を放送のため）。